# Vulcana-Băi, Dâmbovița

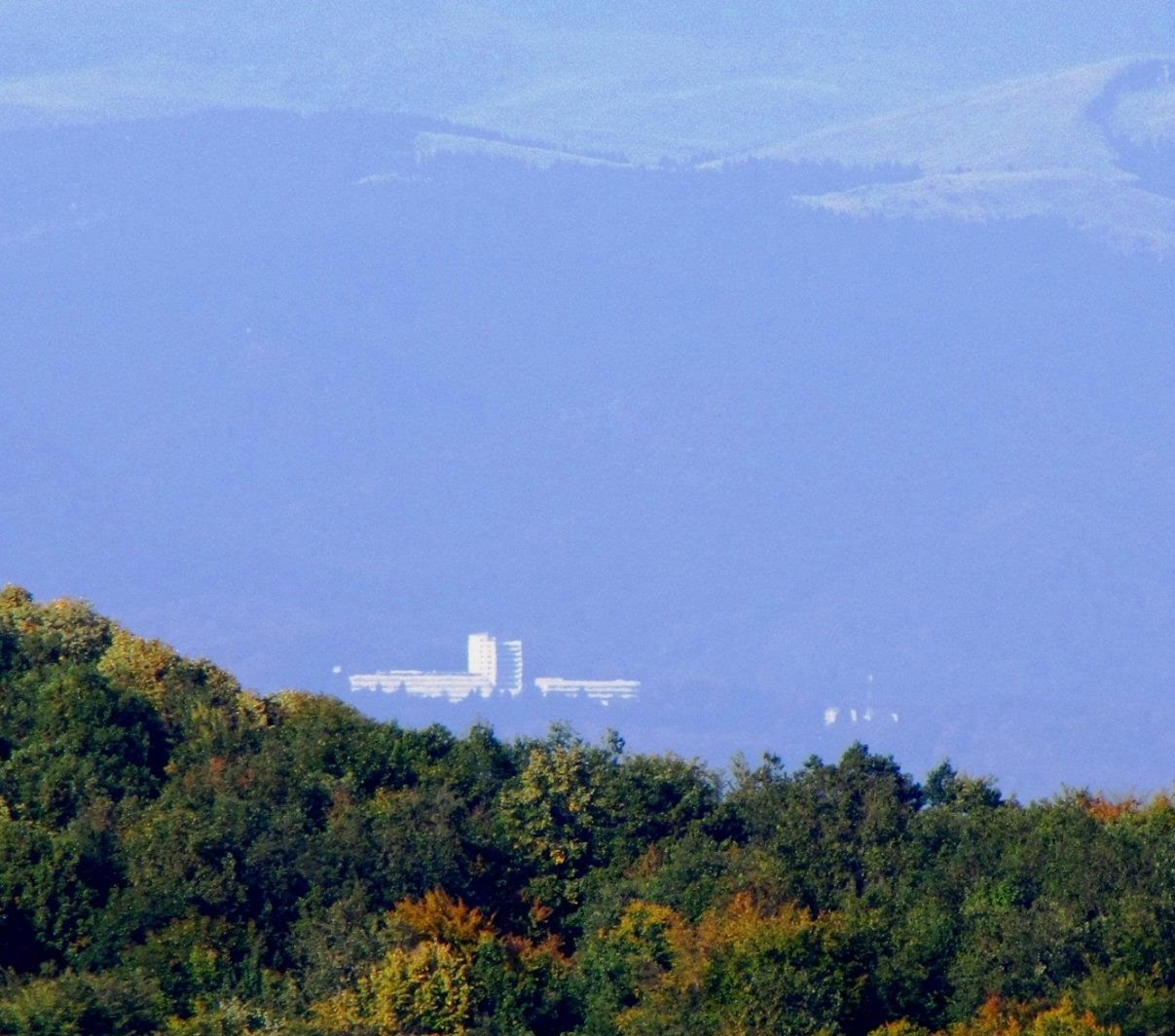
Sanatoriul de la Moroeni vazut de langa Vulcana-Bai

Vulcana-Băi (în trecut, Băile Vulcana) este satul de reședință al comunei cu același nume din județul Dâmbovița, Muntenia, România.